# Unterkanzler von Litauen

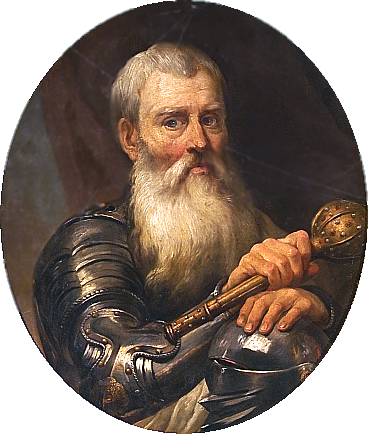
Krzysztof Mikołaj Radziwiłł war Unterkanzler von Litauen von 1584 bis 1589, gemalt von Marcello Bacciarelli

Unterkanzler von Litauen (poln. Podkanclerzy litewski, lit. Lietuvos pakancleris) war ein Hofamt im Königreich Polen und in der Adelsrepublik Polen-Litauen. Der Unterkanzler für Litauen war neben dem Großkanzler von Litauen für die Verwaltung der königlichen Kanzlei, soweit sich der König im litauischen Landesteil aufhielt, sowie für die Außenpolitik verantwortlich. Er war dessen Stellvertreter, ihm aber nicht untergeben. Die Verteilung der Aufgaben zwischen beiden oblag dem Großkronkanzler nach seinem Ermessen. In der Neuzeit war in der Regel einer der Kanzler geistlicher und der andere weltlicher Würdenträger. Nach der Union von Lublin gab es zwei Unterkanzler, den Unterkronkanzler für die Polnische Krone und den Unterkanzler von Litauen. Das Amt des Unterkanzlers für Litauen wurde von König Alexander 1504 eingeführt und bestand bis 1795. Ab 1569 saß der Unterkanzler von Litauen qua Amt im polnisch-litauischen Senat.

## Nachweise
- Góralski, Zbigniew: Urzędy Staropolskie (polnisch)